# Lichtenberg (Feldberger Seenlandschaft)
Lichtenberg ist ein Ortsteil der Gemeinde Feldberger Seenlandschaft im Südosten des Landkreises Mecklenburgische Seenplatte in Mecklenburg-Vorpommern. Der Ort ist ein staatlich anerkannter Erholungsort.

## Geografie und Verkehrsanbindung
Lichtenberg liegt nordöstlich der Stadt Feldberg an den Kreisstraßen K 97 und K 98. Östlich des Ortes erstreckt sich der Roßbauersee und südöstlich der Wrechener See, beide werden vom Quillow durchflossen. Der 345 ha große Breite Luzin liegt südwestlich. Südöstlich verlaufen die Landesstraße L 341 und die Landesgrenze zu Brandenburg. Nördlich erstreckt sich das 1124 ha große Naturschutzgebiet Hinrichshagen und westlich das 473 ha große Naturschutzgebiet Feldberger Hütte.

## Sehenswürdigkeiten

### Baudenkmale
In der Liste der Baudenkmale in Feldberger Seenlandschaft sind für Lichtenberg acht Baudenkmale aufgeführt, darunter 
- Die aus dem 14. Jahrhundert stammende Dorfkirche wurde als verputzter Feldsteinbau errichtet. Zum Feldsteinquaderbau gehört ein Westturmuntergeschoss mit verbrettertem Obergeschoss. Die Kirche wird von einem Kirchhof und einer Fels- und Backsteinmauer umfriedet.[1]

## Persönlichkeiten
- Dorothea Maroske (* 1951), Bildhauerin
- Uwe Maroske (1951–2020), Bildhauer und Grafiker